# St. Gebhard (Konstanz)

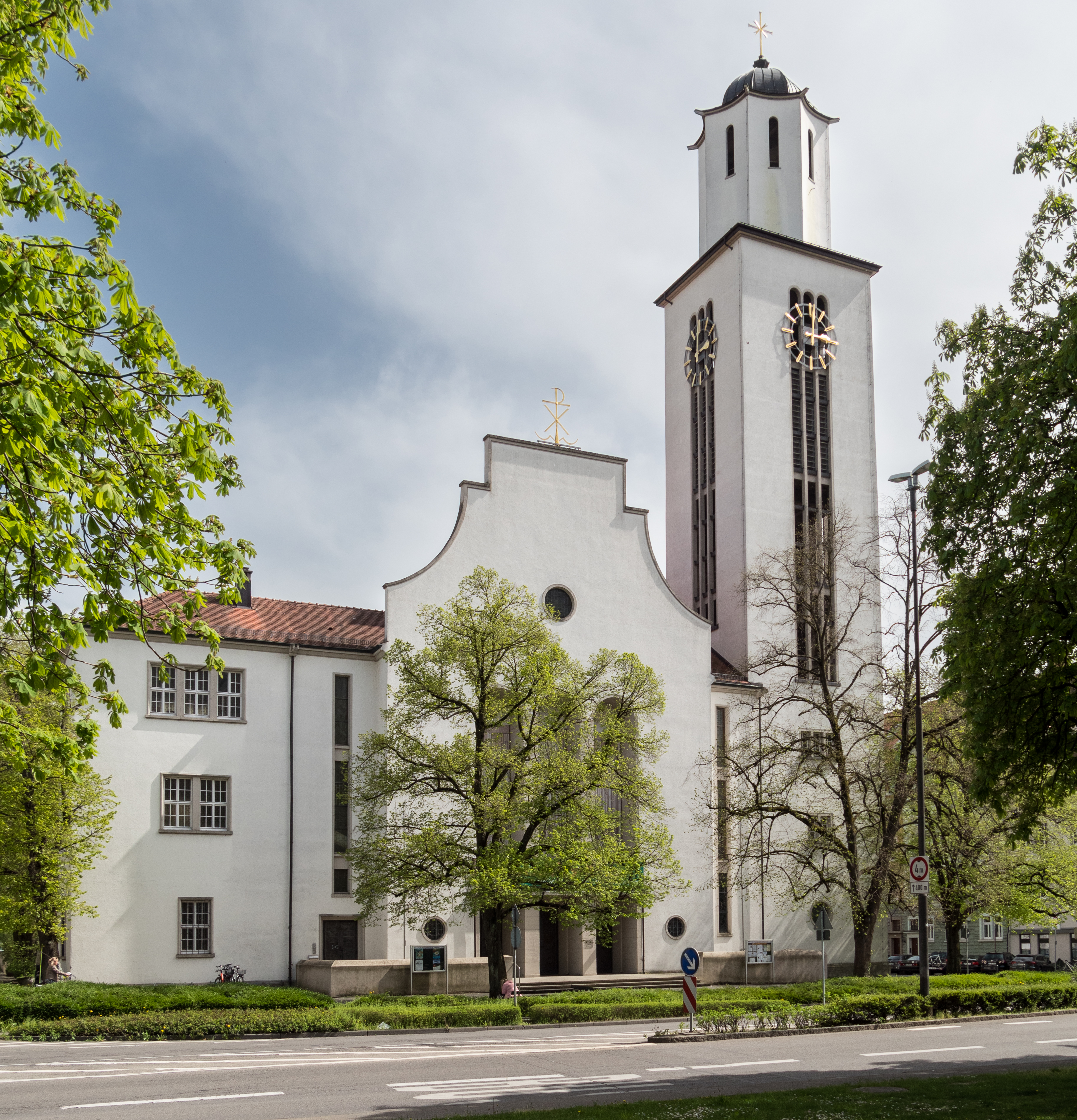
St. Gebhard in Konstanz

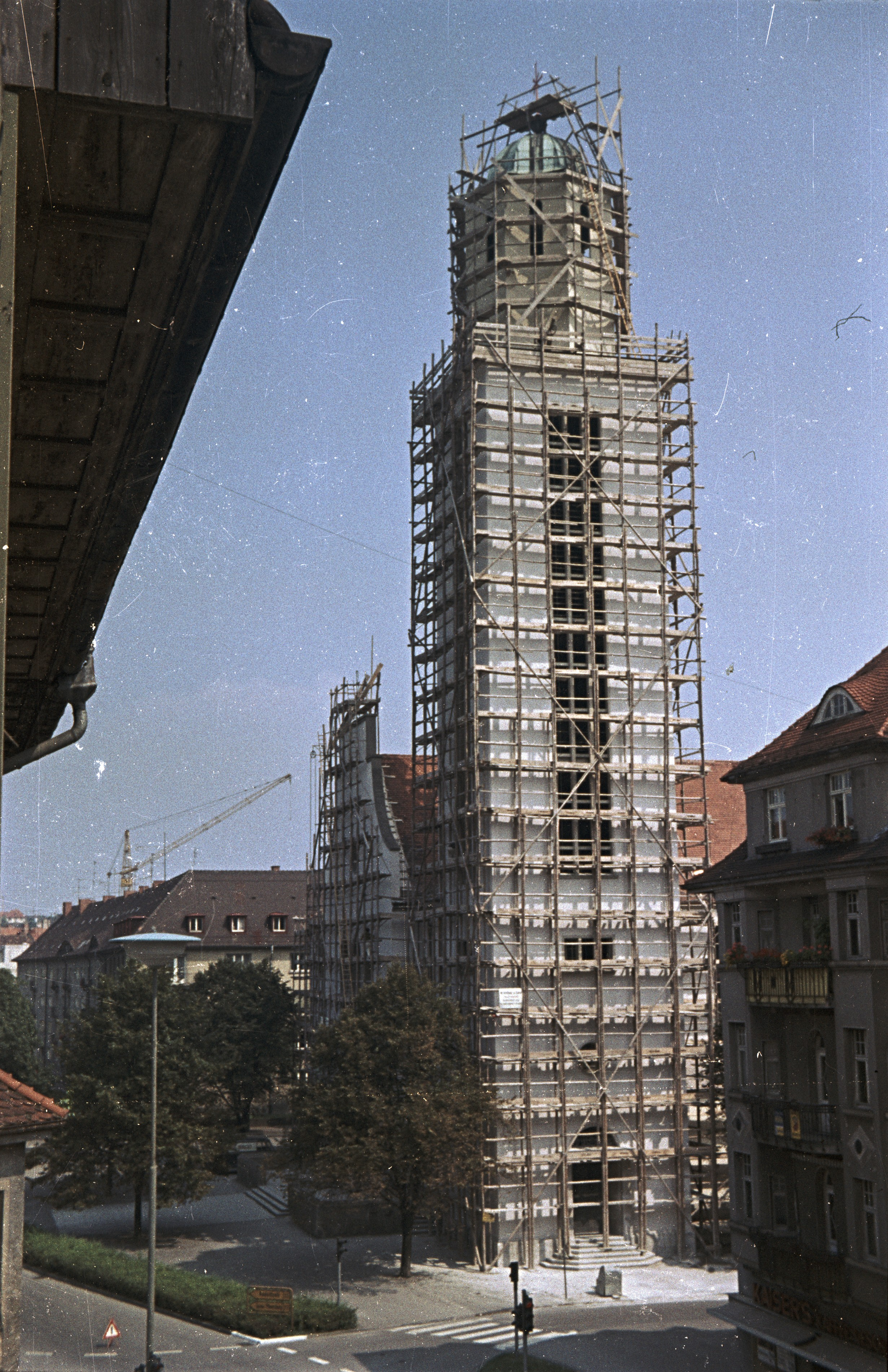
Pfarrkirche St. Gebhard während der Renovierung 1961

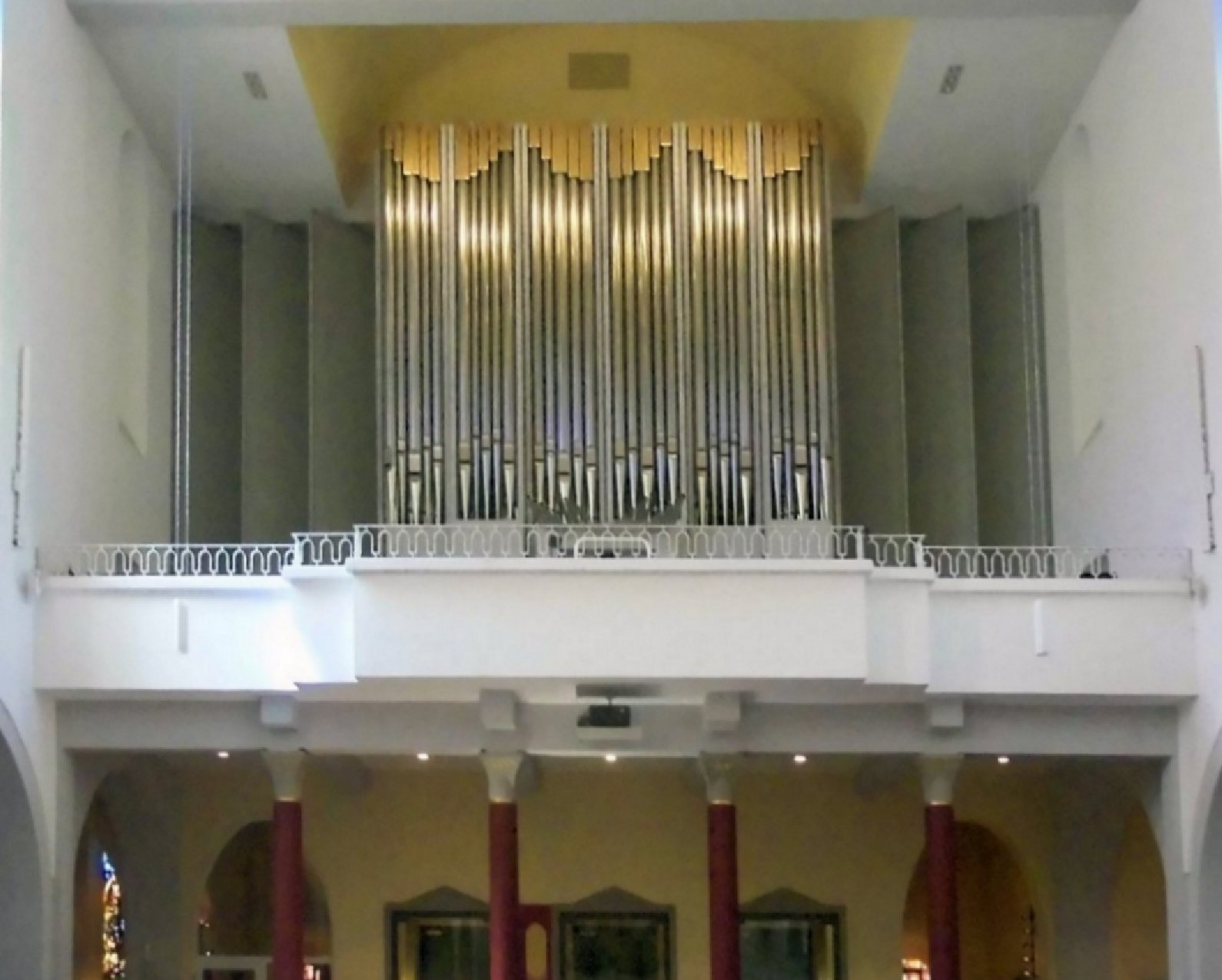
Winterhalter-Orgel von 2014 in Konstanz, St. Gebhard

St. Gebhard ist eine 1929/30 erbaute römisch-katholische Kirche in Konstanz am Bodensee. Seit 2002 gehört die Pfarrei zur Seelsorgeeinheit Konstanz-Petershausen im Dekanat Konstanz des Erzbistums Freiburg.

## Geschichte
Ende des 19. Jahrhunderts begann die Planung für einen Neubau als eigenständige Pfarrkirche im Stadtteil Petershausen. 1905 wurde ein Baufonds eingerichtet. Bereits 1913 sollte das neue Gotteshaus fertiggestellt sein. Geplant war ein neobarockes Kirchengebäude mit Turm. Wegen des Ausbruchs des Ersten Weltkriegs wurde das Projekt jedoch aufgeschoben. 1915–16 wurde zunächst eine Notkirche in Holzbauweise errichtet.
Mit dem Bau der heutigen Gebhardskirche wurde erst 1929 begonnen, nachdem bereits 1926 das Pfarrhaus fertiggestellt worden war. Anders als dieses wurde die Kirche nicht mehr nach den ursprünglichen Plänen errichtet. Kostengründe zwangen zu einem Verzicht auf das ursprünglich vorgesehene stilistische Beiwerk, wie etwa den an sich vorgesehenen Chorumgang oder die Zwiebelhaube auf dem Turm. Andererseits wurde das Kirchengebäude in der neuen Planung, die von den Architekten Oberbaurat Hermann Graf und Luger vom Erzbischöflichen Bauamt Freiburg ausgearbeitet wurde, größer als ursprünglich vorgesehen angelegt. Ausgeführt wurde ein Kirchbau in klaren, schlichten Formen. Stilistisch ähnlich ist die drei Jahre später erbaute Kirche St. Oswald in Stockach.
Der Grundstein wurde 1929 gelegt. 1930 war der Rohbau fertiggestellt, im selben Jahr am 9. November wurde sie durch Erzbischof Karl Fritz dem Heiligen Gebhard von Konstanz geweiht. 
1961 wurde die Kirche unter Stadtpfarrer Hubert Ganner renoviert.

## Beschreibung
Die Kirche ist eine dreischiffige Basilika mit angeschlossener halbrunder Apsis im Osten und geschwungener Westfassade. Der hohe und markante Kirchturm steht an der Südwestecke der Kirche.

## Ausstattung
Die Kirche war innen von dem Karlsruher Maler Franz Schilling mit szenischen Darstellungen ausgemalt worden, die im Zuge der Innenrenovierung in den Jahren 1960–61 weitgehend übertüncht wurden.
An der Treppe zum Altarraum neben dem Hauptaltar befindet sich ein aus dem 17. Jahrhundert stammendes ungefasstes Kruzifix, das 1989 aus dem Kunsthandel erworben wurde.
Die 1930 ebenfalls von Franz Schilling entworfenen Farbverglasungen der Fenster in der linken Seitenkapelle (Sakramentskapelle) zeigen Szenen aus dem Leben Christi.
Die Kanzel, die Holzskulpturen und die Holzreliefs in der Kirche wurden von dem Konstanzer Künstler Paul Diesch entworfen.
Das große farbige Mosaik an der Chorwand schuf Peter Recker aus Donauwörth im Jahr 1961. Es prägt den gesamten Kirchenraum und stellt den auferstandenen Christus vor dem Berg Sinai dar.

### Orgel
Eine erste Orgel wurde 1930 von der Orgelbauwerkstatt X. Mönch (Überlingen) erbaut und 1961 erweitert.
Am 13. Juli 2014, im ersten Sommer des 600-jährigen Jubiläums des Konstanzer Konzils, wurde eine neue Orgel eingeweiht, die deshalb als „Konzilsorgel“ bezeichnet und vermarktet wird, auch wenn es zur Konzilszeit in ganz Mitteleuropa noch keine einzige Kirchenorgel gab. Das Instrument wurde durch die Orgelbauwerkstatt Claudius Winterhalter aus Oberharmersbach erbaut. Es hat 46 Register (zusätzlich zwei Vorabzüge, fünf Transmissionen und zwei Extensionen) auf drei Manualen und Pedal. Die Manualwerke sind in ihrer Besetzung nahezu gleichwertig disponiert; die Manuale I und II erfüllen jeweils eine Doppelfunktion, indem sie je nach Stilrichtung sowohl als Hauptwerk als auch als Positiv verwendbar sind. Die Disposition lautet:
| I Grand-Orgue / Positif C–a3 |                             |         |
| 01.                          | Bourdon                     | 16′     |
| 02.                          | Montre                      | 08′     |
| 03.                          | Flaut travers               | 08′     |
| 04.                          | Gedeckt                     | 08′     |
| 05.                          | Viola di Gamba              | 08′     |
| 06.                          | Prestant                    | 04′     |
| 07.                          | Rohrflöte                   | 04′     |
| 08.                          | Fugara                      | 04′     |
| 09.                          | Nasard                      | 02 ⁄3′  |
| 10.                          | Waldflöte                   | 02′     |
| 11.                          | Tierce                      | 01 3⁄5′ |
| 12.                          | Larigot                     | 01 ⁄3′  |
| 13.                          | Plein Jeu VI                | 01 ⁄3′  |
|                              | Cimbel V (= Vorabz. Nr. 13) | 01′     |
| 14.                          | Trombone                    | 16′     |
| 15.                          | Trompette                   | 08′     |
| 16.                          | Clairon                     | 04′     |
|                              | Tremulant                   |         |

| II Hauptwerk / Positif C–a3 |                                      |         |
| 17.                         | Flaut major                          | 16′     |
| 18.                         | Principal                            | 08′     |
| 19.                         | Seeflöte                             | 08′     |
| 20.                         | Rohrflöte                            | 08′     |
| 21.                         | Salicional                           | 08′     |
| 22.                         | Quintadena                           | 08′     |
| 23.                         | Octave                               | 04′     |
| 24.                         | Spitzflöte                           | 04′     |
| 25.                         | Quinte                               | 02 ⁄3′  |
| 26.                         | Superoctave                          | 02′     |
| 27.                         | Terz                                 | 01 3⁄5′ |
| 28.                         | Mixtur major VI–VIII                 | 01 ⁄3′  |
|                             | Mixtur minor V–VI (= Vorabz. Nr. 28) | 01 ⁄3′  |
| 29.                         | Trompete                             | 08′     |
| 30.                         | Cromorne                             | 08′     |
|                             | Tremulant                            |         |

| III Schwellwerk C–a3 |                      |         |
| 31.                  | Violon               | 16′     |
| 32.                  | Geigenprincipal      | 08′     |
| 33.                  | Doppelgedeckt        | 08′     |
| 34.                  | Viole de Gambe       | 08′     |
| 35.                  | Voix céleste         | 08′     |
| 36.                  | Traversflöte         | 04′     |
| 37.                  | Cremona              | 04′     |
| 38.                  | Quintflöte           | 02 ⁄3′  |
| 39.                  | Flageolet            | 02′     |
| 40.                  | Terzflöte            | 01 3⁄5′ |
| 41.                  | Trompette harmonique | 08′     |
| 42.                  | Oboe                 | 08′     |
| 43.                  | Vox humana           | 08′     |
|                      | Tremulant            |         |

| Pedal C–f1 |                               |     |
|            | Untersatz (= Ext. Nr. 45)     | 32′ |
| 44.        | Principalbass                 | 16′ |
| 45.        | Subbass                       | 16′ |
|            | Violonbass (= Transm. Nr. 31) | 16′ |
|            | Octavbass (= Transm. Nr. 2)   | 08′ |
|            | Flötenbass (= Transm. Nr. 3)  | 08′ |
|            | Bassoctave (= Transm. Nr. 6)  | 04′ |
| 46.        | Bombarde                      | 16′ |
|            | Posaune (= Transm. Nr. 14)    | 16′ |
|            | Trompette (= Ext. Nr. 46)     | 08′ |

- Koppeln:
  - Normalkoppeln: I/II, II/I, III/I (elektrisch), III/II (elektrisch), I/P, II/P, III/P (elektrisch)
  - Superoktavkoppeln: III/I, III/II, III/III, III/P (alle elektrisch)
  - Suboktavkoppeln: III/I, III/II, III/III (alle elektrisch)
- Spielhilfen:
  - Balanciertritt für Schwellwerk mit Pianoprogression
  - Crescendowalze mit vier frei programmierbaren Crescendi

### Glocken
Vom einst vierstimmigen Geläut, gegossen im Jahr 1930 durch die Glockengießerei Benjamin Grüninger & Söhne, hat nur die kleine Schutzengel-Glocke den Zweiten Weltkrieg überstanden. Der Heidelberger Glockengießer Friedrich Wilhelm Schilling goss 1951 zunächst zwei Glocken, 1954 die Christkönigsglocke als größte Glocke des Geläuts. Mit dem Guss der kleinen Josefsglocke durch Rudolf Perner jun. aus Passau im Jahr 2005 wurde das Geläut auf fünf Glocken erweitert.
| Nr. | Name        | Gussjahr | Gießer                      | Durchmesser (mm) | Gewicht (kg) | Nominal (16tel) |
| --- | ----------- | -------- | --------------------------- | ---------------- | ------------ | --------------- |
| 1   | Christkönig | 1954     | Friedrich Wilhelm Schilling | 1.915            | 4.300        | as0 +1          |
| 2   | Gebhard     | 1951     | Friedrich Wilhelm Schilling | 1.485            | 2.100        | c1 +4           |
| 3   | Marien      | 1951     | Friedrich Wilhelm Schilling | 1.235            | 1.200        | es1 +3          |
| 4   | Schutzengel | 1930     | Benjamin Grüninger & Söhne  | 1.080            | 772          | ges1 -3,4       |
| 5   | Josef       | 2005     | Rudolf Perner               | 972              | 607          | as1 +3          |